# Вахшская долина
Ва́хшская доли́на (тадж. водии Вахш) — межгорная впадина в Таджикистане, по среднему и нижнему течению реки Вахш.
Протяжённость долины составляет около 110 км при ширине от 7 до 25 км. Площадь — 2 500 км². Преобладают почвы серозёмного типа, местами засоленные; в пойме лугово-болотистые. Средняя температура января составляет 1-3°С, июля — 31 °C. Средняя продолжительность безморозного периода — от 224 до 242 дней.
На территории долины имеются оросительные системы. На поливных землях выращивается длинноволокнистый хлопчатник. Также население долины занимается садоводством (персики, гранаты, хурма, инжир). По долине проходит железнодорожная линия, соединяющая пристань Нижний Пяндж с Душанбе (через Бохтар).